# Fehérfejű villásrigó
A fehérfejű villásrigó (Enicurus leschenaulti) a madarak osztályának a verébalakúak (Passeriformes) rendjéhez és a  légykapófélék (Muscicapidae) családjához tartozó faj.

## Rendszerezése
A fajt Louis Pierre Vieillot francia ornitológus írta le 1818-ban, a Turdus nembe Turdus Leschenaulti néven.

## Alfajai
- Enicurus leschenaulti indicus (Hartert, 1910) - India északkeleti része, Banglades, Mianmar, Kína délnyugati része, Vietnám, Laosz, Kambodzsa és Thaiföld
- Enicurus leschenaulti sinensis (Gould, 1866) - Kína középső és keleti része és Hajnan
- Enicurus leschenaulti frontalis (Blyth, 1847) - a Maláj-félsziget középső és déli része és Szumátra
- Enicurus leschenaulti chaseni (Meyer de Schauensee, 1940) - Batu
- Enicurus leschenaulti leschenaulti (Vieillot, 1818) - Jáva és Bali
- Enicurus leschenaulti borneensis[2] Sharpe, 1889 vagy borneói villásrigó (Enicurus borneensis)[1] - Borneó

## Előfordulása
Banglades, Bhután, Brunei, India, Indonézia, Kína, Laosz, Malajzia, Mianmar, Thaiföld és Vietnám területén honos.
Természetes élőhelyei a szubtrópusi vagy trópusi cserjések, folyók és patakok környékén. Állandó, nem vonuló faj.

## Megjelenése
Testhossza 28 centiméter, testtömege 27-38 gramm.

## Természetvédelmi helyzete
Az elterjedési területe rendkívül nagy, egyedszáma pedig stabil. A Természetvédelmi Világszövetség Vörös listáján nem fenyegetett fajként szerepel.